# Dobiecin-Kolonia
Dobiecin-Kolonia (prononciation [dɔˈbʲɛt͡ɕin kɔˈlɔɲa]) est un village de la gmina de Bełchatów, du powiat de Bełchatów, dans la voïvodie de Łódź, situé dans le centre de la Pologne.
Sa population s'élevait à 51 habitants en 2002.

## Administration
De 1975 à 1998, le village est attaché administrativement à l'ancienne voïvodie de Piotrków.

Depuis 1999, il fait partie de la nouvelle voïvodie de Łódź.